# Heilig Hartkerk (Weimar)
De Heilig Hartkerk (Duits: Herz-Jesu-Kirche) is een rooms-katholieke parochiekerk in Weimar, Thüringen.

## Geschiedenis
Op initiatief van Napoleon werd in 1806 een katholieke parochie in de protestantse regio gesticht, die vooralsnog in Jena haar domicili had. In 1817 werd de parochie verplaatst naar Weimar. Prominente leden van de parochie waren Johann Nepomuk Hummel en Franz Liszt. Pas in de tweede helft van de 19e eeuw was de parochie zo gegroeid, dat de bouw van een kerk kon worden overwogen. Vanaf 1863 werden in heel Europa giften voor de nieuwbouw ingezameld, waarmee in 1889 werd begonnen. De architect Max Meckel maakte het ontwerp van de kerk, die uiterlijk overeenkomsten vertoont met de stijl van de Italiaanse renaissance. De koepel en de klokkentoren zijn geïnspireerd door de dom van Florence. Op 27 september 1891 kon de nieuwbouw ten slotte worden ingewijd.
In de jaren van 1930 volgde een eerste renovatie van het kerkgebouw.
Op 9 februari 1945 werd het noordelijk zijschip door bommen vernield, maar na het oorlogseinde volgde al snel de herbouw.
In 1964 volgde de vereenvoudiging van het kerkinterieur naar de ideeën van het Tweede Vaticaanse Concilie. Sinds 1982 is de kerk een erkend monument. Na die Wende kon de laatste oorlogsschade worden verholpen en in 1998 werd de kerk op basis van de oorspronkelijke kleurstelling opnieuw beschilderd.

## Interieur
Het gotische hoogaltaar werd in 1964 verwijderd, hiervan zijn tegenwoordig nog twee reliëfs van de Geboorte van Christus en het Laatste Avondmaal in het koor van de kerk te bezichtigen. Het laatgotische kruis bleef bewaard. In de noordelijk zijapsis wordt het tabernakel met daarboven het oorspronkelijke kruis van het hoogaltaar opgesteld. Op het nevenaltaar in de zuidelijke zijapsis bevindt zich het beeld van de Moeder Gods met Kind. De drie klokken met de slagtonen dis1, fis1 en h1 werden in 1891 gegoten, maar pas in 1910 opgehangen.

## Orgel
Van 1991 tot 2009 stond in de kerk een orgel opgesteld dat in 1953 door de orgelbouwfirma Metzler gebouwd was. Op 8 mei 2011 werd het nieuwe Franz Liszt-Gedächtnisorgel ingewijd. Het door de firma Waltershausen gebouwde instrument staat naast het gebruik voor liturgische doeleinden eveneens ten dienste van de Hochschule für Musik Franz Liszt voor concerten en orgellessen. Het orgel bezit 59 klinkende registers verdeeld over drie manualen en pedaal.